# المصرف المتحد (مصر)
المصرف المتحد المصري (بالإنكليزية The United Bank of Egypt) أحد بنوك مصر، تم تأسيس البنك في عام 2006 عن طريق دمج بين 3 بنوك كانت تواجه مخاطر الإفلاس، نتيجة تراكم الخسائر والديون المتعثرة وهما بنك النيل والبنك المصرى المتحد والمصرف الاسلامى الدولى للاستثمار والتنمية، يمتلك البنك المركزي نحو 99.9% من أسهم بنك المصرف المتحد، وكان من المفترض أن يكون امتلاك المركزي للمصرف المتحد مؤقتا، حيث أن دور المركزي أن يكون مشرفا ومنظما ومراقبا على الجهاز المصرفي، وليس أحد اللاعبين في السوق.
يصل عدد فروع البنك حاليا إلى نحو 54 فرعًا منتشرة في 18 محافظة.
في عام 2016 أعلن طارق عامر محافظ البنك المركزي أعلن عن بدء إجراءات بيع المصرف المتحد لمستثمر استراتيجي لم يفصح وقتها عن اسم، في أغسطس 2017 تقرر تأجيل بيع المصرف المتحد إلى عام 2018 بسبب عدم تلقيه عروضا قوية من المستثمرين.وفي يوليو 2018 تقدمت عدة بنوك خليجية للبنك المركزي بطلبات لشراء المصرف المتحد، من بينها بنوك كويتية وإماراتية وفي 2019 أعلن طارق عامر بأن المصرف المتحد سيباع لصندوق استثمار أمريكي.

## وصلات خارجية
- الموقع الرسمي